# 棉兰老联邦共和国
棉兰老联邦共和国（英語：The Federal Republic of Mindanao），是菲律宾军官鲁本·卡诺伊（Reuben Canoy）意图在其南部棉兰老岛建立一个独立的联邦共和国。1989年菲律宾未遂政变后，军官鲁本·卡诺伊带领一部分军人团伙逃亡到南部棉兰老岛。1990年10月4日凌晨，约200名叛军强行占领了驻扎在菲律宾棉兰老岛武瑞市的陆军第402旅旅部，并控制了附近的4个城镇、3家广播电台和1家电视台。叛军宣布成立“棉兰老联邦共和国”，随后菲律宾政府军迅速对叛军发动进攻。10月6日，叛军首领鲁本·卡诺伊在卡加延向政府军投降，叛乱结束。